# Sitio de Dresde
El Sitio de Dresde tuvo lugar en julio de 1760 durante la Guerra de los Siete Años, cuando un ejército prusiano liderado por  Federico el Grande asedió, sin éxito, la ciudad de Dresde, entonces capital del Electorado de Sajonia.

## Antecedentes
Federico II de Prusia ya había ocupado Dresde en 1756 durante la  Invasión de Sajonia, que marcó el comienzo de la Guerra de los Siete Años en la Europa continental. En 1759 la ciudad fue tomada por una coalición liderada por Austria. Al año siguiente el ejército prusiano sufrió un nuevo conjunto de reveses, el más reciente en la Batalla de Landshut el 23 de junio. Federico II buscaba recuperar la ventaja y a través de una serie de maniobras ya que creía que el líder de Austria en general, el General| Mariscal de Campo von Daun]], iba a avanzar por Silesia, lo que le obligó a reagruparse y posponer el sitio de Glatz. Luego se dirigió a Dresde con la esperanza de provocar una batalla contra las fuerzas del conde von Lacyquién, el responsable de cubrir Sajonia. Pero a Lacy se le ordenó no arriesgar en esta batalla y permaneció como observador. Entonces Federico II trató de recuperar Dresde mediante un rápido cambio con la esperanza de restablecer su dominio sobre Sajonia, donde se alimentaban ambiciones territoriales expansionistas.

## El sitio
El ejército prusiano llegó a los suburbios de Dresde el 13 de julio, seguido de cerca por el ejército austriaco del conde von Lacy. Las fuerzas prusianas cruzaron el río Elba y tomaron los suburbios de la ciudad y se llevaron consigo piezas las de artillería pesada que había dentro de la ciudad. Las tropas prusianas estaban acusadas de bombardear deliberadamente a civiles y viviendas de la ciudad.
Tras decidir abandonar la ciudad y enfrentarse al ejército del conde de Daun, Federico II abandonó la idea de tomar la ciudad y se retiró. El daño que sufrió la ciudad, que fue de forma indiscriminada, dañó la ya mala reputación de Federico II en Europa. En particular, la destrucción de los jardines del Electorado de Sajonia en Pirna durante el  asedio de la ciudad fue la causa de muchas críticas.

## Consecuencias
Dresde es el tercer asentamiento que Federico II se vio obligado a abandonar después de los de Praga y  Olomouc. derrotas muy sensibles para los prusianos, lo mismo que la rendición de Glatz así como que el ejército ruso del mariscal, concentrado en Poznan, Polonia, se preparaba para marchar sobre Glogau. Pero los austriacos cambiaron sus planes y le pidieron a Saltykov que marchase sobre Breslavia. La mala coordinación entre rusos y austriacos permitió a Federico II marchar sobre Silesia y ganar a los austriacos en la batalla de Legnica el 15 de agosto de 1760.